# Bernard Mainwaring
Pour les articles homonymes, voir Mainwaring.
Bernard Mainwaring (né en 1897 et mort le 30 juillet 1963) est un réalisateur britannique.

## Filmographie partielle
- 1934 : The Crimson Candle
- 1935 : The Public Life of Henry the Ninth
- 1938 : The Villiers Diamond